# TV Toya
TV TOYA (Telewizja Toya) to lokalna stacja telewizyjna adresowana do mieszkańców Łodzi i regionu łódzkiego. Stacja rozpoczęła nadawanie 1 marca 1997 roku.
TV TOYA to największa i jedna z najbardziej liczących się i opiniotwórczych telewizji lokalnych w Polsce.
TV TOYA ma charakter programu ogólnego, emitującego wiadomości lokalne, programy informacyjne, publicystyczne, kulturalne, sportowe, rozrywkowe i  edukacyjne. Flagowym programem kanału jest serwis informacyjny - Wydarzenia. Codziennie od 17.15 do 22.15, co pół godziny, emituje serwisy informacyjne Wydarzenia, Wydarzenia Flesz, Łódź w minutę, Wydarzenia Sport, , Sport Flesz. 
TV TOYA jest producentem około 40 autorskich, cyklicznych programów.
Obok produkcji własnych jest producentem programów sponsorowanych, spotów reklamowych, filmów promocyjnych.
TV TOYA współpracowała i współpracuje przy realizacji programów telewizyjnych m.in. z Urzędem Marszałkowskim Województwa Łódzkiego, Urzędem Miasta Łodzi, Wojewódzkim Funduszem Ochrony Środowiska i Gospodarki Wodnej w Łodzi, PKO Bankiem Polskim, Veolią, Regionalnym Centrum Polityki Społecznej, Łódzką Organizację Turystyczną, Narodowym Bankiem Polskim, Narodowym Centrum Kultury, ZDiT, łódzkimi instytucjami kulturalnymi.
Stacja angażuje się w życie miasta i jego mieszkańców - co roku przeprowadza transmisje z wielu miejskich i regionalnych wydarzeń, koncertów, imprez sportowych, konwencji politycznych i społecznych.
TV TOYA jest współorganizatorem wielu wydarzeń kulturalnych, jak np. "Energia Kultury" - plebiscyt wyłaniający najważniejsze łódzkie wydarzenie kulturalne roku oraz człowieka roku łódzkiej kultury.
TV TOYA trzykrotnie wygrywała konkursy grantowe w ramach Europejskiego Funduszu Społecznego na realizację projektów edukacyjnych i medialnych: Przedszkole równa szanse (2008-09), Telewizja na warsztacie (2010-11) i Tvoya Wizja (2012-13).
Programy TV TOYA co roku zdobywają nagrody w ogólnopolskim konkursie Polskiej Izby Komunikacji Elektronicznej „To nas dotyczy”, w którym prezentowane są produkcje lokalnych telewizji nadających swoje programy w sieciach kablowych operatorów   zrzeszonych  w Izbie.
TV TOYA dysponuje najnowocześniejszym sprzętem do produkcji materiałów telewizyjnych ( spotów, programów tv) w tym: 14 kamer rejestrujących materiały w systemie HD, 8stanowisk montażowych w systemie ADOBE PREMIERE PRO CS6, wirtualne studio Tri Caster 855, studio do udźwiękawiania materiałów filmowych.
Zespół TV TOYA liczy 50 pracowników i stałych współpracowników.
Władze TV TOYA to jednoosobowy Zarząd, którego Prezesem jest Barbara Mrozińska-Badura.
Telewizja TOYA dociera:
- Za pośrednictwem sieci VECTRA do ponad 4 mln. abonentów w 400 miastach Polski
- Za pośrednictwem sieci TOYA do ponad 440 tys. abonentów w całej Polsce
- Za pośrednictwem pozostałych sieci partnerskich do około 120 tys. abonentów w całej Polsce
| Historia TV TOYA | |
| Rok              | Szczegóły |
| 1997             | 1 marca - początek działalności TV TOYA, stacja nadaje pół godziny programu dziennie, siedziba firmy mieści się przy ul. Strażackiej. W ramówce emitowano reportaże, w pozostałym czasie emitowano pasmo Twojej Telewizji Miejskiej. |
| 1998             | TV TOYA zmienia siedzibę i przenosi się na ul. Podgórną 74. W grudniu TOYA uruchamia swoją pierwszą stronę internetową: toya.com.pl |
| 1999             | Pierwszy program nadawany na żywo: VII Finał Wielkiej Orkiestry Świątecznej Pomocy. Stacja rozpoczyna emisję serwisów informacyjnych, cyklicznych audycji, reportaży, programów publicystycznych i transmisji sportowych. |
| 1999/2000        | Pierwsza duża realizacja i transmisja - Miejski Koncert Sylwestrowy. |
| 2000             | TV TOYA rezygnuje z pasma Twojej Telewizji Miejskiej. TV TOYA zmienia swoją oprawę graficzną. 14.X ma miejsce premiera serwisu informacyjnego Wydarzenia. |
| 2001             | TV TOYA zaczyna publikować wydania Wydarzeń i Pogody dla Łodzi w intrenecie. TV TOYA emituje ponad 10 godzin własnych produkcji. |
| 2002             | 1 marca TV TOYA obchodzi piąty jubileusz powstania. |
| 2004             | Poprzez stronę internetową można oglądać na żywo program TV TOYA. Jesienią nastąpiła zmiana w dniach i godzinach emitowania programów – program nadawany jest od godzin południowych do godziny późnowieczornych. |
| 2005             | Program Wydarzenia obchodzi swój V-ty jubileusz. TV TOYA odświeża swoją oprawę graficzną. |
| 2006             | Realizacja dwudniowego studia plenerowego z okazji otwarcia Centrum Port Łódź. |
| 2007             | TV TOYA staje się samodzielną spółką wchodzącą w skład Grupy TOYA. |
| 2009             | Transmisja, na antenę TV TOYA oraz telebim, koncertu Placido Domingo i "Siedmiu Bram Jerozolimy" Krzysztofa Pendereckiego z Teatru Wielkiego w Łodzi |
| 2009             | Całodniowa relacja z obchodów 65. Rocznicy Likwidacji przez Niemców Litzmannstadt Ghetto. |
| 2009             | Wydanie, wspólnie z Urzędem Miasta w Łodzi, płyty "ŚLADY" będącej zapisem obchodów 65. Rocznicy Likwidacji przez Niemców Litzmannstadt Ghetto. |
| 2010             | Organizacja (wspólnie z łódzkim oddziałem Gazety Wyborczej, Klubem Wytwórnia oraz Narodowym Centrum Kultury) pierwszej edycji plebiscytu na najważniejsze łódzkie wydarzenie kulturalne minionego roku – ENERGIA KULTURY. TV TOYA odświeża oprawę graficzną. |
| 2011- 2018       | Produkcja i emisja corocznych, kilkudniowych studiów plenerowych w Łodzi, Sieradzu i Łęczycy podczas imprez organizowanych przez Urząd Marszałkowski w Łodzi. |
| 2013             | We wrześniu TV TOYA zmienia siedzibę i przenosi się na ul. Łąkową 29B do legendarnego Pałacu Dźwięku przy dawnej Wytwórni Filmów Fabularnych. Telewizja wdraża pracę w wirtualnym studiu oraz kupuje nowe kamery zapisujące w formacie full HD. |
| 2014             | W marcu Telewizja rozpoczyna nadawanie programu w jakości HD. |
| 2015             | TV TOYA realizuje transmisję Konwencji Zjednoczonej Lewicy. Poza emisją na własnej antenie sygnał dystrybuowany jest do innych prywatnych stacji oraz do telewizji publicznej. |
| 2016 - 2023      | Współpraca z ogólnopolskim kanałem ZOOM TV, dla którego produkuje m.in. magazyn reporterów „Bliżej”. |
| 2017             | Jubileusz XX-lecia redakcji TV TOYA. |
| 2018 - 2021      | Współpraca z Wytwórnią Filmów Oświatowych w Łodzi przy produkcji programu prezentującego archiwalne filmy WFO. |
| 2018             | Transmisja wykładu Donalda Tuska z Igrzysk Wolności. |
| Od 2018          | Wsparcie medialne Igrzysk Wolności organizowanych przez Fundację Liberte’! |
| 2019             | Organizacja X jubileuszowego Plebiscytu Energia Kultury. |
| 2019 – 2023      | Współpraca z ogólnopolską stacją telewizyjną Tv REGIO, który emituje programy TV TOYA. |
| 2020-2021        | Cykl realizacji teatralnych produkowanych dla łódzkich scen teatralnych – Teatru Wielkiego, Teatru im. St. Jaracza, Teatru Muzycznego. |
| 2020             | Transmisje koncertów XIII edycji letniej Akademii Jazzu z Klubu Wytwórnia. |
| 2020             | Transmisje 6 koncertów w ramach Wirtualnej Wytwórni Jazzu z Klubu Wytwórnia. |
| 2021             | Monika Czerska, dziennikarka Tv TOYA oraz Radia Łódź, otrzymuje wyróżnienie w 15. edycji ogólnopolskiego konkursu dla dziennikarzy "Kryształowe Pióra 2021" za program „Potęga Zdrowia”. |
| 2021             | Transmisja koncertu organizowanego w ramach VII Łódzkich Senioraliów przez "Fundację dla Uniwersytetu Medycznego". |
| 2022             | 1.III. - Jubileusz XV-lecia redakcji TV TOYA. |
| 2022             | Ekipa TV TOYA, po rozpoczęciu wojny, przeprowadza relacje oraz realizuje reportaż z granicy polsko-ukraińskiej oraz z terenów Ukrainy. |
| 2022             | TV TOYA otrzymuje nagrodę specjalną od Polskiej Izby Komunikacji Elektronicznej za 25 lat działań na rzecz dobrej i wiarygodnej informacji. |
| Od 2023          | Coroczne transmisje koncertów charytatywnych organizowanych w ramach WOŚP przez UMŁ, ŁCW, Okręgową Izbę Lekarską i Kościół Adwentystów. |
| 2023             | Prezes TV TOYA Barbara Mrozińska-Badura oraz dziennikarze stacji Kamila Basińska, Marek Krzciuk i Ewa Tyszko otrzymują medale z okazji 600-lecia .rocznicy nadania Łodzi praw miejskich dla osób zasłużonych dla miasta. |
| 2023             | TV TOYA rozpoczyna nadawanie programu 24 godziny na dobę (w godzinach 00.00 – 11.00 emisja programów powtórkowych). |
| 2023             | Dziennikarz TV TOYA Tomasz Boruszczak za program „Potęga Zdrowia” otrzymuje nagrodę w konkursie na Dziennikarza Medycznego Roku organizowanym przez Stowarzyszenie Dziennikarzy dla Zdrowia. |
| 2023             | Transmisja koncertu „Od przeszłości do teraźniejszości – rozśpiewany Zgierz” dofinansowanego przez Ministerstwo Kultury i Dziedzictwa Narodowego oraz Narodowe Centrum Kultury. |
| 2023             | Początek organizowania warsztatów medialnych dla szkół ponadpodstawowych, policealnych. |
| 2023 – 2024      | Cykl transmisji internetowych z Turniejów koszykówki 3x3 Lotto 3x3 Ligi kobiet z Katowic, Sosnowca i Lublina na zlecenie Polskiego Związku Koszykówki. |
| 2024             | Organizacja XV jubileuszowego Plebiscytu Energia Kultury. |
| 2024             | TV TOYA angażuje się w pomoc powodzianom ze Stronia Śląskiego oraz jedzie w zalane tereny z darami. |
| 2024             | Nagroda dla TV TOYA „Diamentowy Kryształowy Ekran” w konkursie Programów Telewizji Lokalnych „To nas dotyczy” za szczególne osiągnięcia w ostatniej dekadzie Konkursu. |
| 2024             | Program TV TOYA jest dostępny w sieci VECTRA. |
| 2025             | Organizacja, wspólnie z Fundacją Łódź i Urzędem Marszałkowskim, pierwszego łódzkiego balu charytatywnego „Pomaganie jest piękne” na rzecz psychiatrii dzieci i młodzieży. Bal został objęty honorowym patronatem Polskiej Prezydencji w Unii Europejskiej, Pani Marszałek Senatu RP Małgorzaty Kidawy-Błońskiej oraz posła do Parlamentu Europejskiego Dariusza Jońskiego. |
| 2025             | Dziennikarz TV TOYA Tomasz Boruszczak za program „Potęga Zdrowia” ponownie zostaje laureatem w konkursie na Dziennikarza Medycznego Roku organizowanym przez Stowarzyszenie Dziennikarzy dla Zdrowia. |
| 2025             | TV TOYA po raz kolejny została laureatem konkursu Programów Telewizji Lokalnych "To nas dotyczy". Redakcja odebrała trzy wyróżnienia i nagrodę główną „Kryształowy Ekran” w kategorii NEWS za materiał Tomasza Bogołębskiego „Likwidować czy nie likwidować?". |